# Trisha Deb
Trisha Deb (21 de octubre de 1991) es una deportista india que compitió en tiro con arco, en la modalidad de arco compuesto. Ganó una medalla de plata en el Campeonato Mundial de Tiro con Arco al Aire Libre de 2017, en la prueba por equipo.

## Palmarés internacional
| Campeonato Mundial al Aire Libre | Campeonato Mundial al Aire Libre | Campeonato Mundial al Aire Libre | Campeonato Mundial al Aire Libre |
| Año                              | Lugar                            | Medalla                          | Prueba                           |
| -------------------------------- | -------------------------------- | -------------------------------- | -------------------------------- |
| 2017                             | Ciudad de México (México)        | Medalla de plata                 | Equipo                           |